# 聖伊西德羅德科羅納多區
聖伊西德羅德科羅納多區（西班牙語：San Isidro de Coronado），是哥斯達黎加的一個區，位於該國中部聖何塞省，始建於1910年11月15日，面積5.29平方公里，海拔高度1,385米，2011年人口16,346，人口密度每平方公里3,089.98人。